# Matt Bahr
Matt Bahr (Filadelfia, 6 luglio 1956) è un ex calciatore ed ex giocatore di football americano statunitense.

## Biografia
Matt Bahr nacque in una famiglia di sportivi: la madre Davies Ann era una campionessa di nuoto presso la Temple University mentre il padre Walter fu calciatore della nazionale statunitense. I fratelli, Casey e Chris, furono entrambi calciatori ma il secondo dei due fu anche giocatore di football americano, mentre la sorella, Davies Ann, fu ginnasta presso la Pennsylvania State University.

## Carriera

### Calcio
Formatosi nella selezione calcistica della Pennsylvania State University Bahr fu ingaggiato nella stagione 1978 dai Colorado Caribous, militanti nella North American Soccer League, che lasciò a stagione in corso per trasferirsi nei Tulsa Roughnecks. Con i Roughnecks giunse a disputare i quarti di finale della competizione.
Nel 1979 passò ai Pennsylvania Stoners, militante nella American Soccer League. Gli Stoners saranno il suo ultimo club calcistico poiché diverrà un giocatore di football americano.

### Football americano
Dopo aver lasciato il calcio, nel Bahr 1979 viene ingaggiato dai Pittsburgh Steelers. Con gli Steelers Bahr vincerà il quattordicesimo Super Bowl.
Nel 1981 viene ingaggiato dai San Francisco 49ers, che lascerà nello stesso anno per giocare con i Cleveland Browns.
Nel 1990 passa ai New York Giants, franchigia con cui si aggiudicherà il venticinquesimo Super Bowl.
Successivamente Bahr inizia la stagione 1993 nei Philadelphia Eagles per poi passare nei New England Patriots, ove chiuderà la carriera agonistica nel 1995.

## Palmarès

### Football americano

#### Franchigia
- Super Bowl : 2

Pittsburgh Steelers: XIV
New York Giants: XXV